# Missery
Missery est une commune française située dans le département de la Côte-d'Or en région Bourgogne-Franche-Comté.

## Géographie

### Climat
Pour des articles plus généraux, voir Climat de la Bourgogne-Franche-Comté et Climat de la Côte-d'Or.
En 2010, le climat de la commune est de type climat des marges montargnardes, selon une étude du Centre national de la recherche scientifique s'appuyant sur une série de données couvrant la période 1971-2000. En 2020, Météo-France publie une typologie des climats de la France métropolitaine dans laquelle la commune est exposée à un climat océanique altéré et est dans la région climatique  Lorraine, plateau de Langres, Morvan, caractérisée par un hiver rude (1,5 °C), des vents modérés et des brouillards fréquents en automne et hiver. 
Pour la période 1971-2000, la température annuelle moyenne est de 10,2 °C, avec une amplitude thermique annuelle de 16,6 °C. Le cumul annuel moyen de précipitations est de 930 mm, avec 12,7 jours de précipitations en janvier et 8 jours en juillet. Pour la période 1991-2020, la température moyenne annuelle observée sur la station météorologique de Météo-France la plus proche, « Pouilly-en-Aux_sapc », sur la commune de Pouilly-en-Auxois à 15 km à vol d'oiseau, est de 10,7 °C et le cumul annuel moyen de précipitations est de 859,1 mm,. Pour l'avenir, les paramètres climatiques de la commune estimés pour 2050 selon différents scénarios d'émission de gaz à effet de serre sont consultables sur un site dédié publié par Météo-France en novembre 2022.

## Urbanisme

### Typologie
Au 1er janvier 2024, Missery est catégorisée commune rurale à habitat dispersé, selon la nouvelle grille communale de densité à 7 niveaux définie par l'Insee en 2022.
Elle est située hors unité urbaine et hors attraction des villes,.

### Occupation des sols
L'occupation des sols de la commune, telle qu'elle ressort de la base de données européenne d’occupation biophysique des sols Corine Land Cover (CLC), est marquée par l'importance des territoires agricoles (72,9 % en 2018), en diminution par rapport à 1990 (79 %). La répartition détaillée en 2018 est la suivante : 
prairies (58,4 %), forêts (18,7 %), terres arables (11,4 %), milieux à végétation arbustive et/ou herbacée (5,8 %), zones agricoles hétérogènes (3,1 %), zones urbanisées (2,6 %). L'évolution de l’occupation des sols de la commune et de ses infrastructures peut être observée sur les différentes représentations cartographiques du territoire : la carte de Cassini (XVIIIe siècle), la carte d'état-major (1820-1866) et les cartes ou photos aériennes de l'IGN pour la période actuelle (1950 à aujourd'hui).

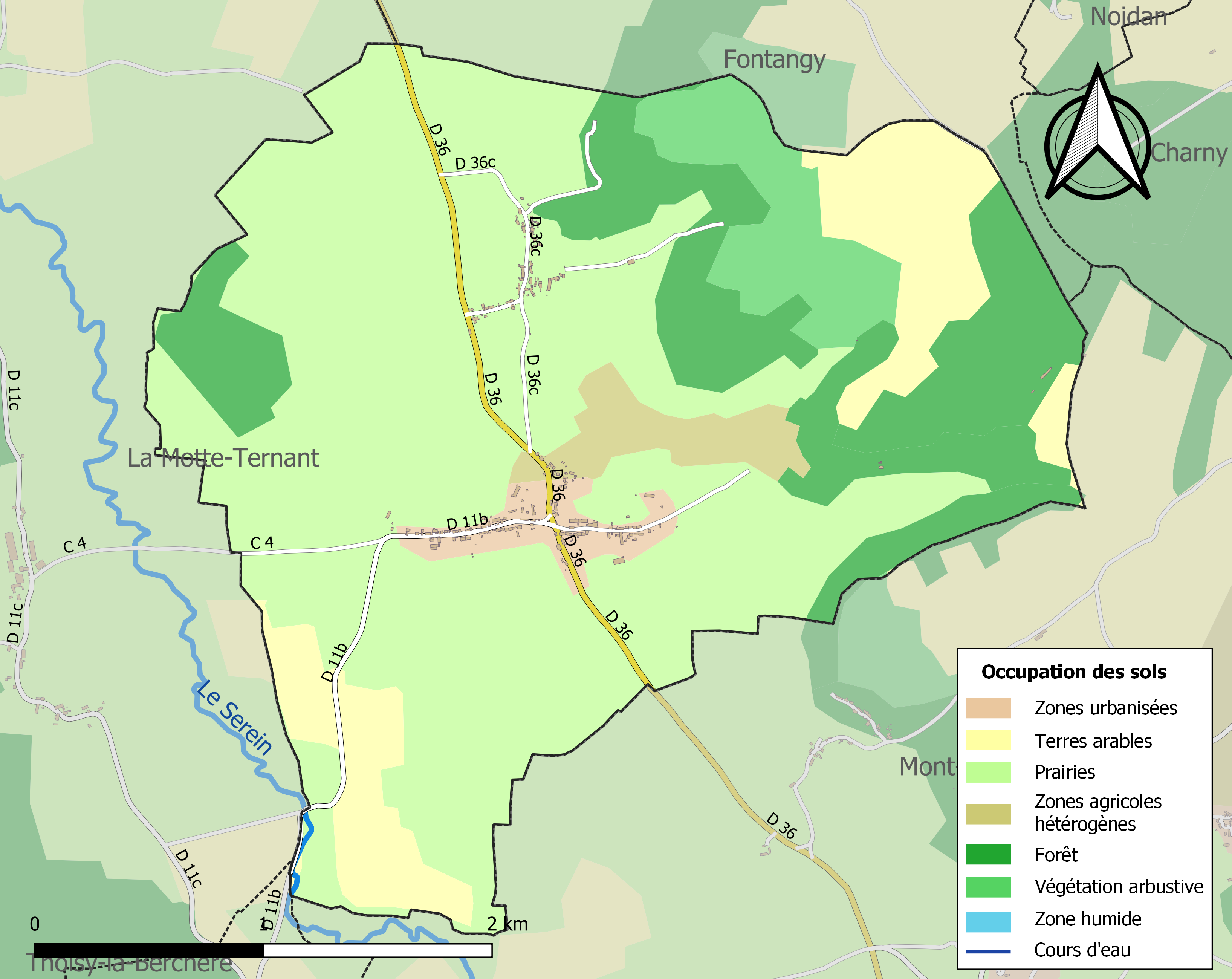
Carte des infrastructures et de l'occupation des sols de la commune en 2018 (CLC).

## Histoire
D’après Claude Courtépée :

Meseriacum, Misseyum. Paroisse sous le vocable de saint Michel. Le seigneur est le prieur de Glanot à Mont-Saint-Jean. Courtépée note que l'église est propre et ornée ; qu'il existe une chapelle du Dieu de Pitié dans le village érigée en 1768 par Étienne Morize, le dernier curé.
Missery et Saiserey sont donnés à l'abbaye de Saint-Andoche de Saulieu, par Waré en 721. Les deux terres sont probablement cédées depuis à l’église d'Autun, et passées aux comtes de Nevers, puisque le comte Hervé en rend hommage à l’évêque Gauthier en 1209.
Bertrand de Chazans, seigneur en 1340 par sa femme Charlotte de Charny ; Oudot de Nesle et Guillaume Damas, comme maris de Philiberte de Chazans ; de là le fief de Chazans. Jacquette d'Amboise porte partie de Missery à Louis de la Trimouille, seigneur de Dracy-Saint-Loup, dont elle est veuve en 1449. Hugues de Rabutin, seigneur en partie en 1463, et pour l'autre, Jean de Loges de Chailly par sa femme Loïse de Rabutin. Ils font hommage à J. Lemairet sire de Mauvilly, de même que Hugues de Clugny en 1475. Jean de Malain, en 1491 : Jean II son fils réunit les deux portions dont sa veuve Françoise de Beaufremont reprend le fief en 1540.
Charles de Malain, chevalier de l'Ordre, élu de la noblesse en 1566, et nommé par Charles IX pour rédiger la coutume avec les deux élus : Francois de la Plume, en 1580 ; son fils Louis, mort a Condé de ses blessures, en 1655 : Odette-Catherine sa sœur apporte cette terre en 1659 à N. Bernard-Maillard de Marcilly, qui en reprend le fief en 1737. M. Suremain de Flamerans, alors conseiller au Parlement l'acquit en 1752.
Il démolit l'ancien château presque en ruines, mais orné de belles peintures, et ne conserve que les quatre tours ; il en construit un autre qui, quoiqu'au bas de la montagne, a vue sur un beau vallon. Vastes cours, terrasses, promenades agréables, fossés larges et bien revêtus. Le fief d'Esseingey ou les Ingeys, comprenant un feu, est donné au prieuré de Bar en l'an 1000 par les sires de Mont-Saint-Jean. C'était autrefois un hospice pour les chanoines réguliers de Bar. Du rocher voisin, sortent deux sources qui font aller un moulin et se déchargent dans le Serein près de Sonnotte dont la seigneurie a été réunie à celle de Missery en 1762.
47 feux, environ 400 communiants. Dépendance Saiserey beau village de 40 feux au même seigneur avec jolie chapelle.
Mercueil pour un tiers, alternativement avec la Motte, 20 feux. Recette de Semur, subdélégation et grenier à sel de Saulieu, bureau de contrôle à Mont-Saint-Jean. Bon froment. Coteaux et vignes. Vin commun. Mauvais chemins. Un seul cabaret pour les passants, aussi on entend presque jamais parler de querelles, ni de procès en cette paroisse bien réglée...

## Politique et administration
| Période                                  | Période  | Identité           | Étiquette | Qualité                    |
| ---------------------------------------- | -------- | ------------------ | --------- | -------------------------- |
| avant 1988                               | en cours | Jean-Claude Nevers | DVG       | Retraité de l'enseignement |
| Les données manquantes sont à compléter. |          |                    |           |                            |

## Démographie
L'évolution du nombre d'habitants est connue à travers les recensements de la population effectués dans la commune depuis 1793. Pour les communes de moins de 10 000 habitants, une enquête de recensement portant sur toute la population est réalisée tous les cinq ans, les populations de référence des années intermédiaires étant quant à elles estimées par interpolation ou extrapolation. Pour la commune, le premier recensement exhaustif entrant dans le cadre du nouveau dispositif a été réalisé en 2004.

En 2022, la commune comptait 105 habitants, en évolution de +1,94 % par rapport à 2016 (Côte-d'Or : +0,82 %, France hors Mayotte : +2,11 %).
| 1793 | 1800 | 1806 | 1821 | 1831 | 1836 | 1841 | 1846 | 1851 |
| ---- | ---- | ---- | ---- | ---- | ---- | ---- | ---- | ---- |
| 432  | 344  | 337  | 386  | 399  | 441  | 430  | 432  | 463  |

| 1856 | 1861 | 1866 | 1872 | 1876 | 1881 | 1886 | 1891 | 1896 |
| ---- | ---- | ---- | ---- | ---- | ---- | ---- | ---- | ---- |
| 462  | 442  | 451  | 416  | 406  | 387  | 400  | 397  | 376  |

| 1901 | 1906 | 1911 | 1921 | 1926 | 1931 | 1936 | 1946 | 1954 |
| ---- | ---- | ---- | ---- | ---- | ---- | ---- | ---- | ---- |
| 372  | 365  | 314  | 261  | 245  | 218  | 195  | 190  | 161  |

| 1962 | 1968 | 1975 | 1982 | 1990 | 1999 | 2004 | 2006 | 2009 |
| ---- | ---- | ---- | ---- | ---- | ---- | ---- | ---- | ---- |
| 156  | 142  | 124  | 110  | 105  | 89   | 99   | 102  | 107  |

| 2014 | 2019 | 2022 | - | - | - | - | - | - |
| ---- | ---- | ---- | - | - | - | - | - | - |
| 100  | 108  | 105  | - | - | - | - | - | - |

## Économie

### Lieux, monuments et pôles d'intérêt
La commune compte 1 monument classé à l'inventaire des monuments historiques, 3 éléments inscrits à l'inventaire des monuments historiques et 2 objets répertoriés à l'inventaire général du patrimoine culturel.
- Château XIVe - XVIIe et XVIIIe siècles : entouré de douves en eau, il est installé sur un terrain carré dont les quatre coins portent une tour. Le corps du château rejoint deux tours selon un plan rectangulaire, la cour d'honneur étant inscrite entre la façade et les deux autres tours. Celles-ci abritent pour l'une une chapelle (au sud) et pour l'autre un pigeonnier (à l'est), entre elles la grande allée qui rejoint la rue principale du village traverse les douves par un joli pont.

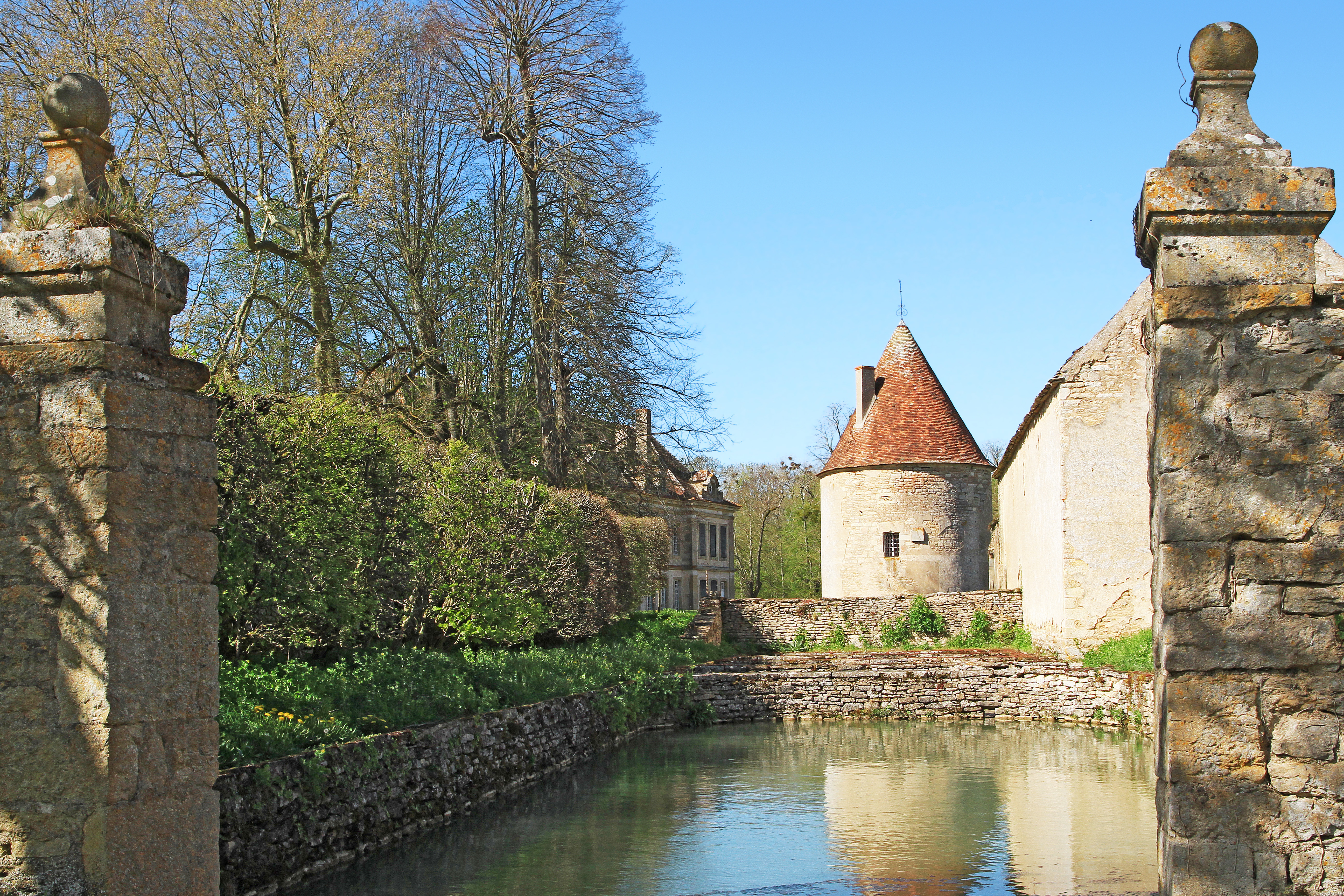
Canal d'alimentation des douves et tour-chapelle.
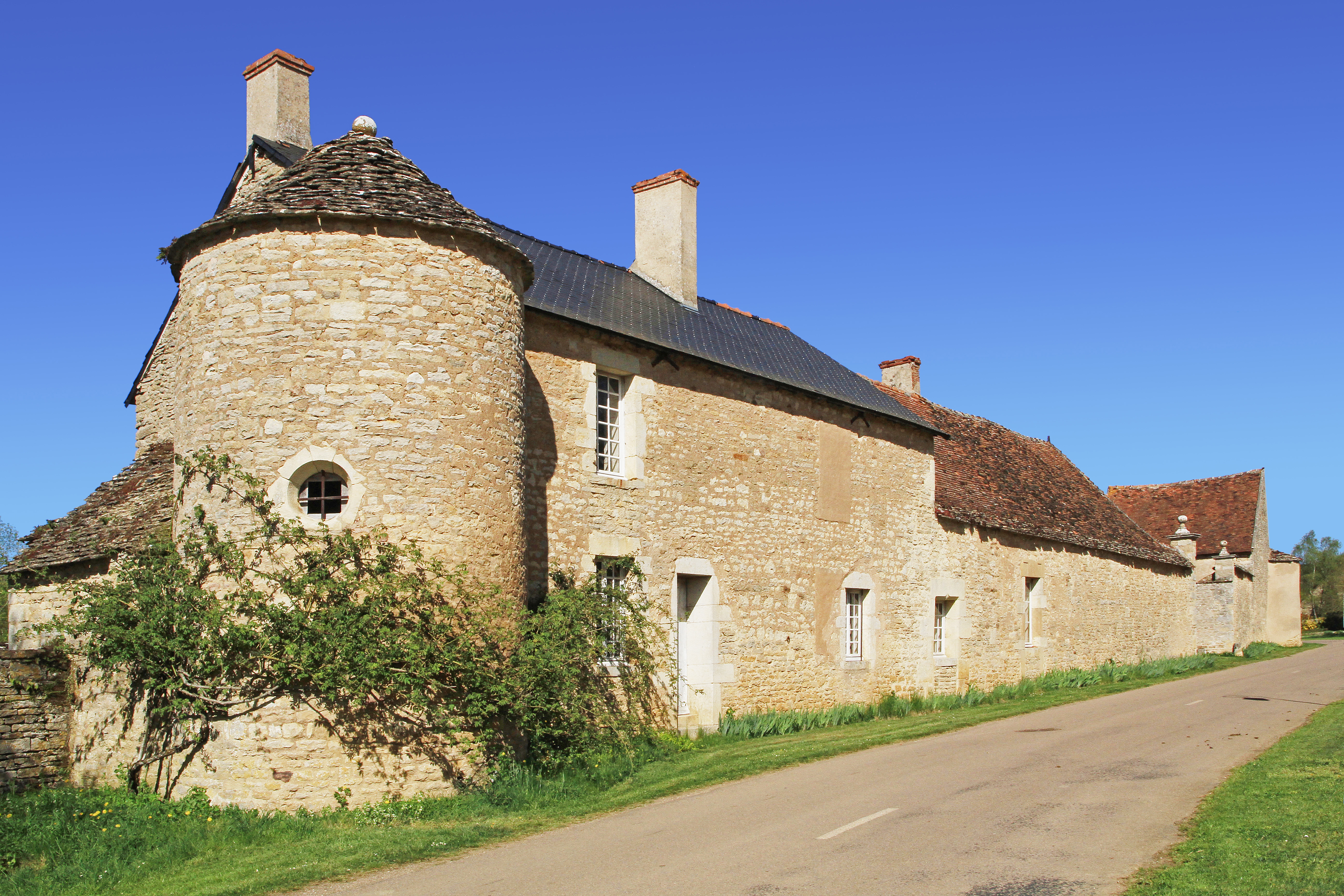
Anciennes dépendances.

- L'église Saint-Michel est composée de deux bâtiments rectangulaires séparés par un massif clocher en bâtière carré, l'ensemble couvert par trois toits à deux pans alignés est ouest. Cet édifice tout en longueur n'a pas de transept et n'a d'ouvertures que dans le mur sud, hormis l'œil-de-bœuf qui surmonte le petit porche en bois de la façade ouest. Quatre contreforts à 45e soutiennent les angles, trois autres de chaque côté stabilisent les murs, deux au niveau de la nef, un au niveau du chœur. L'église est à l'intérieur d'un enclos qui contient également le cimetière.

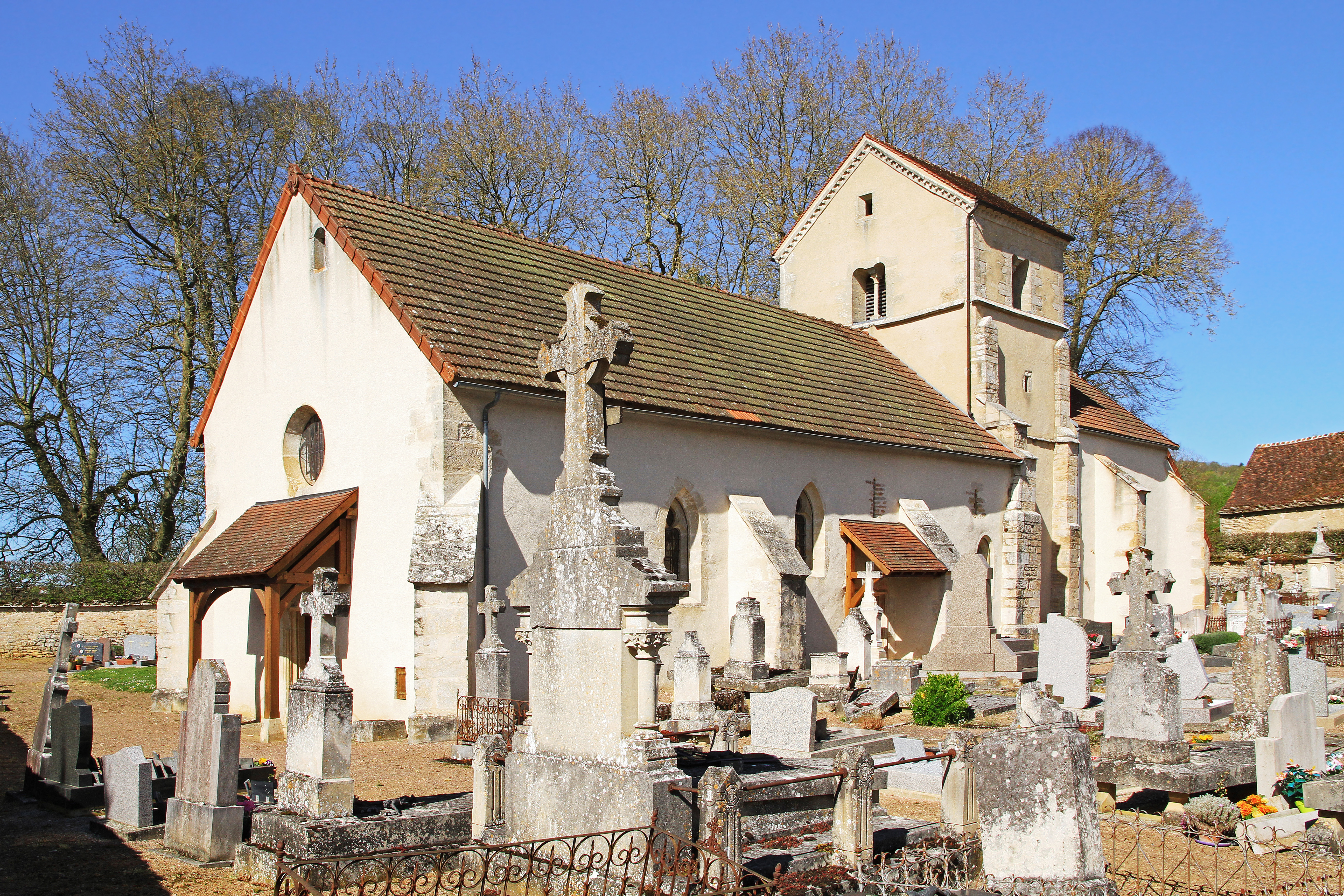
Église Saint-Michel dans l'enclos du cimetière.
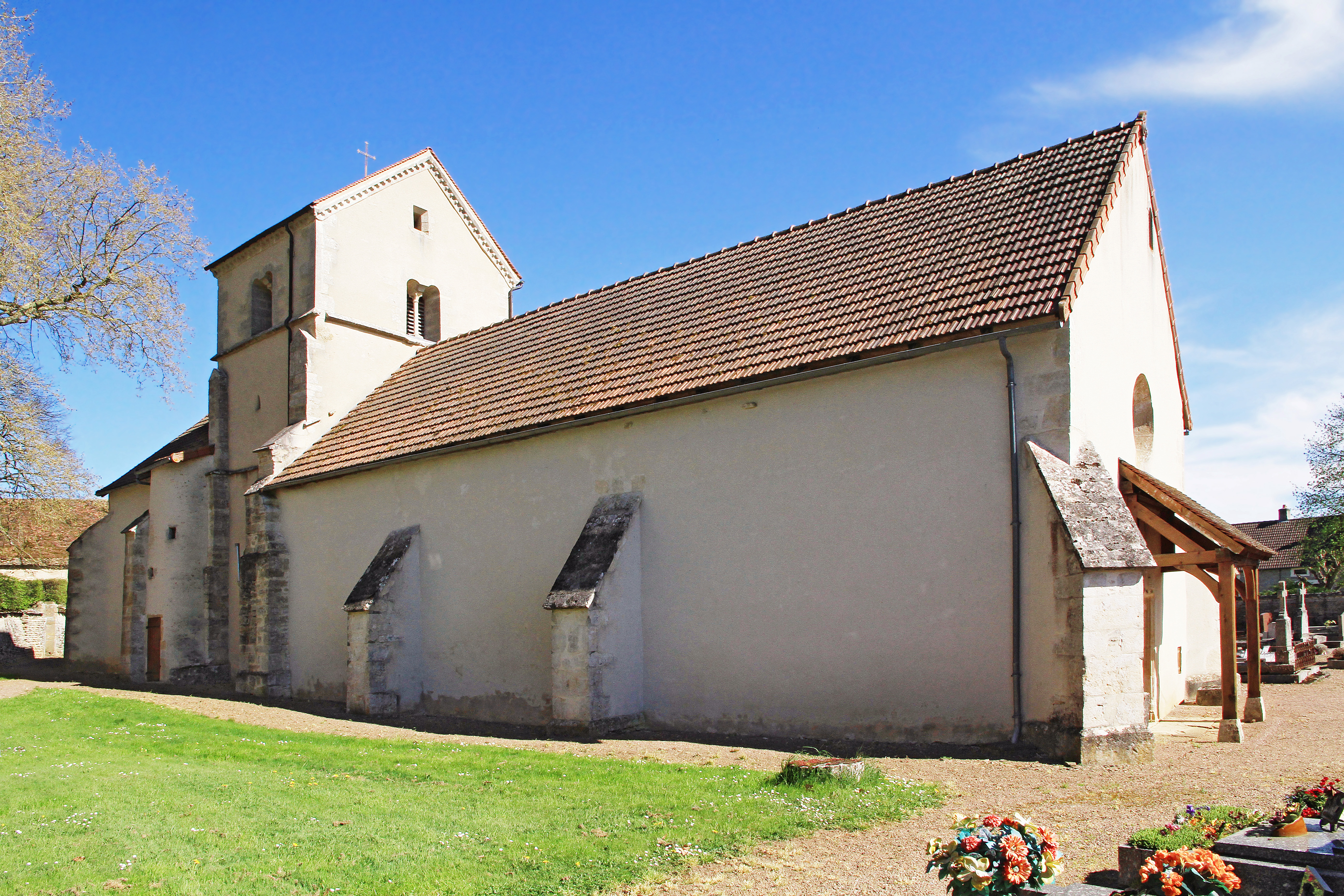
Côté nord sans ouvertures.

- Chapelle du Dieu-de-Pitié : construite par le curé Morize en 1762[20], c'est un bâtiment carré renforcé de quatre contreforts implantés aux angles à 45° (comme l'église) surmonté d'un toit à deux pentes et quatre côtés. En façade, la porte en plein cintre est encadrée par deux montants portant un fronton grec ; une fenêtre existait au-dessus, disparue en 1857[21]. Cette chapelle contient un groupe sculpté polychrome du Christ aux plaies  Classé MH (1938)[22]. Elle a été restaurée en 1990-1991.

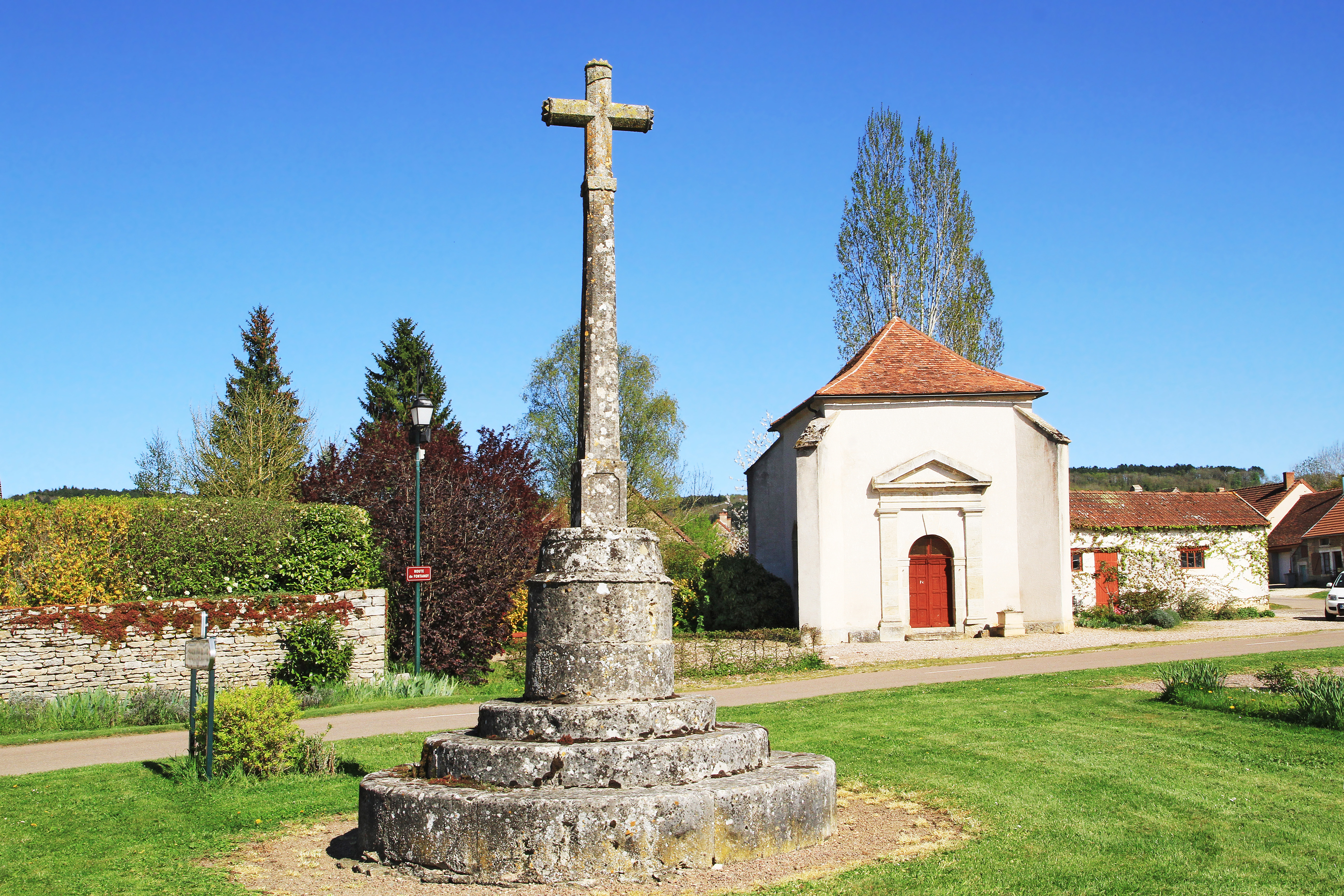
Croix de place et chapelle du Dieu-de-Pitié.
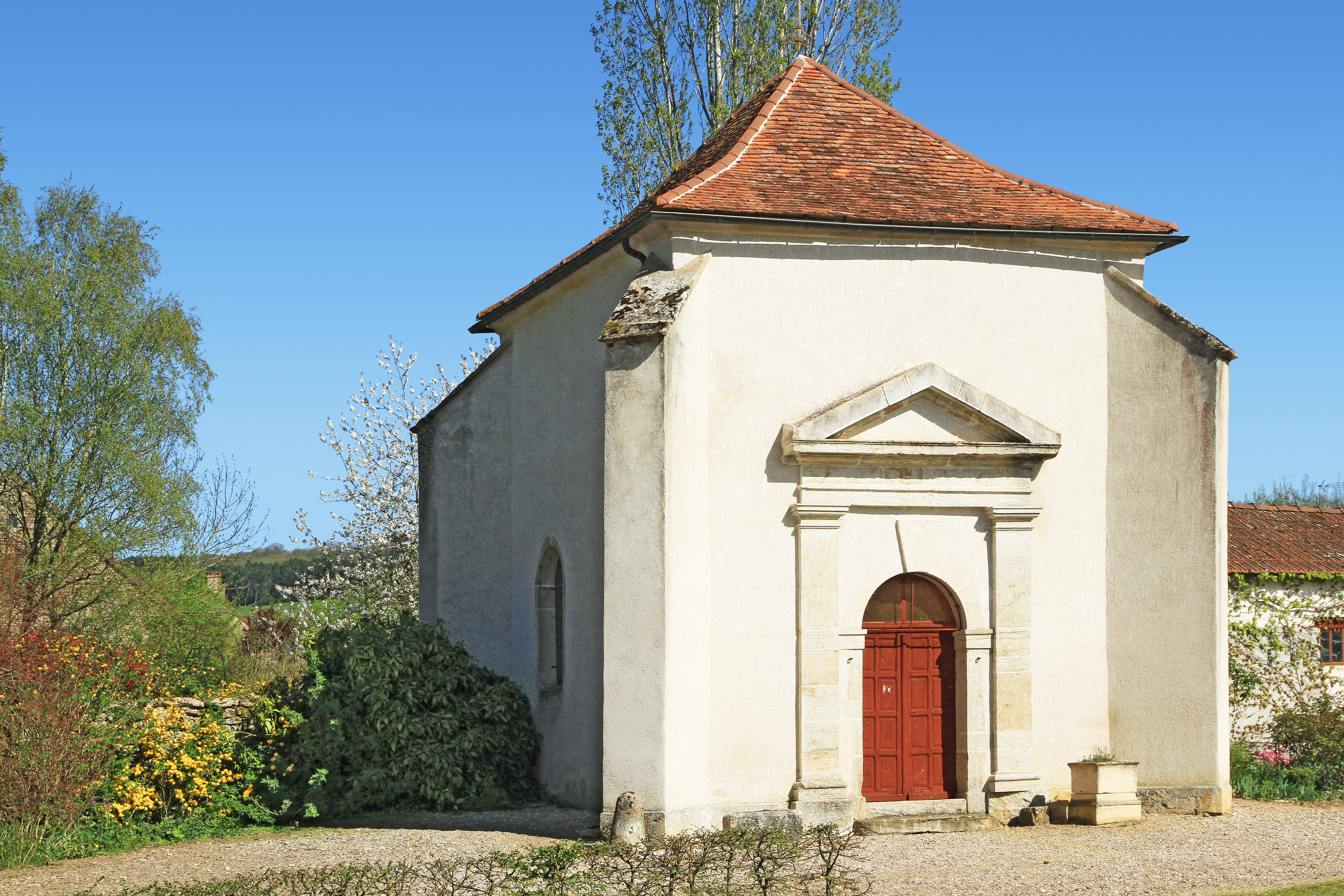
.
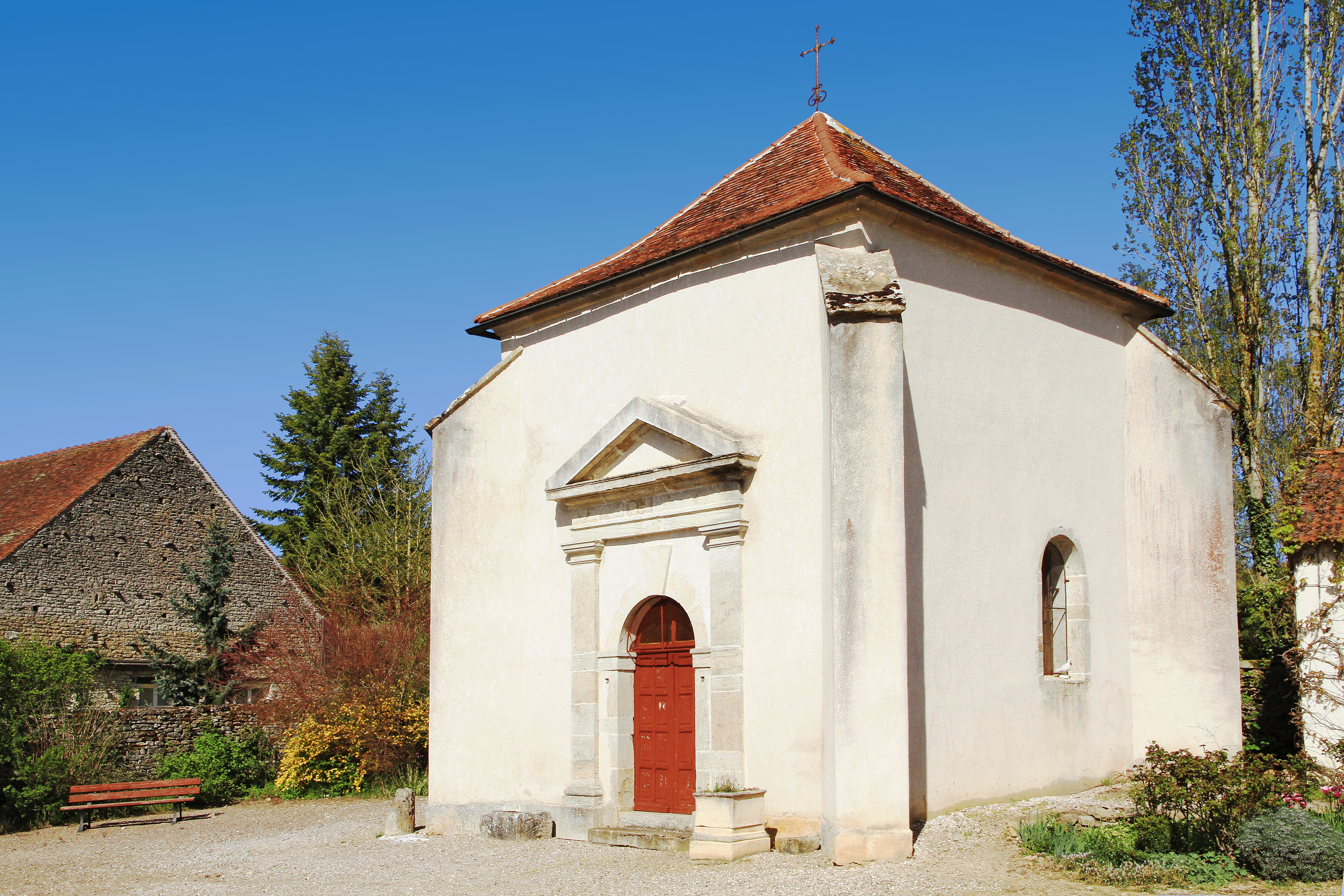
.
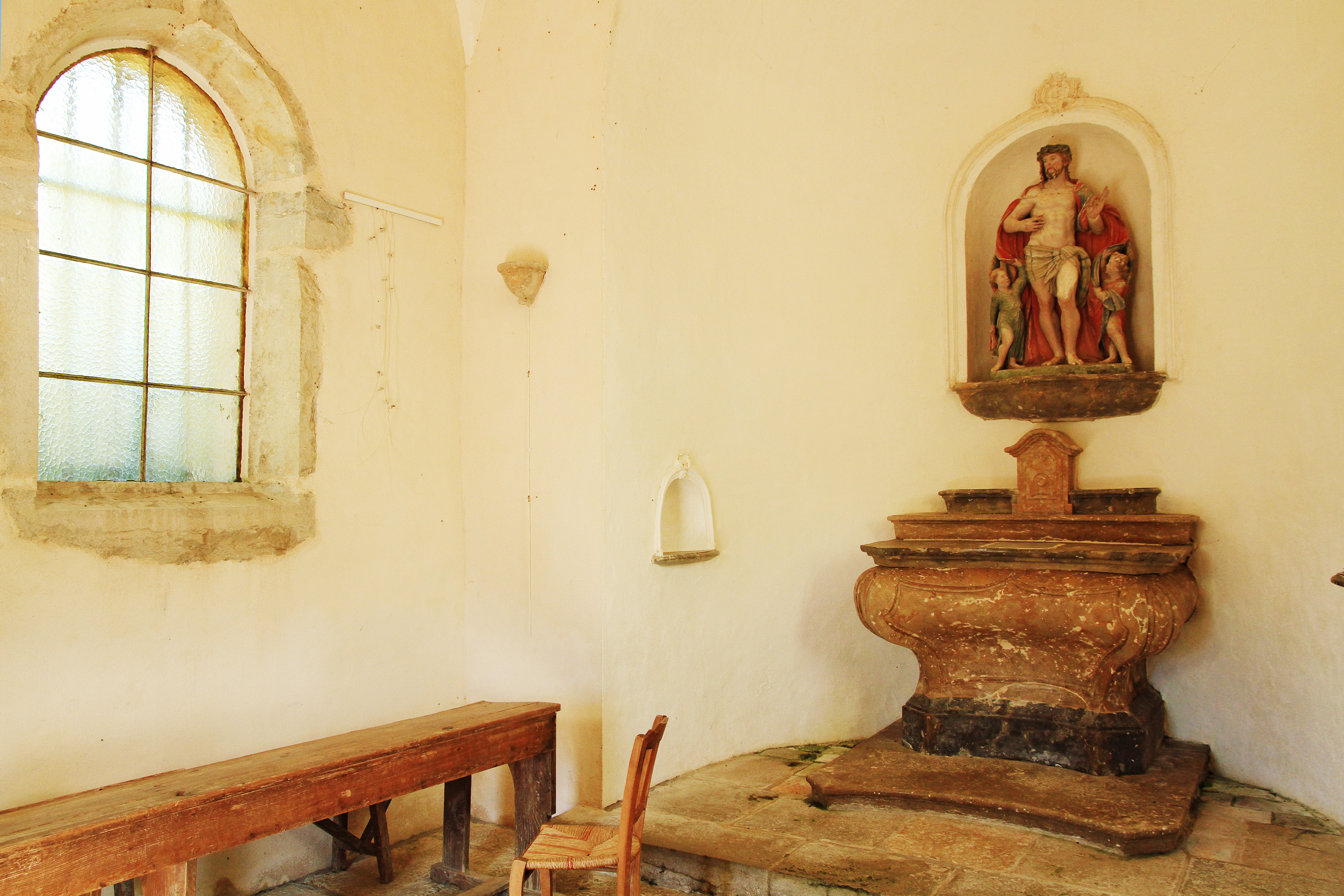
Intérieur et sculpture du Christ aux plaies.

- Village fleuri : trois fleurs depuis 2011.

## Personnalités liées à la commune
- Émile Bougenot, né a Missery en 1838, est un grand nom de l'histoire économique de la Martinique. Il est issu d'une famille de paysans aisés. Ingénieur diplômé de l'école des Arts et Métiers de Chalon-sur Marne en 1859, il entre au service de la maison Cail qui en 1860 l'envoie à la Martinique diriger le montage de l'usine Lareinty au Lamentin .